# Varg Vikernes
Varg Vikernes (Bergen, Norveška, 11. veljače 1973.) je black metal glazbenik i pisac rođen pod imenom Kristian Vikernes. Poznat tijekom ranih dana norveške black metal scene pod pseudonimom Count Grishnackh (ime poglavice Orka u J. R. R. Tolkien-ovoj knjizi Gospodar prstenova), Vikernes je stvorio jednočlani projekt Burzum i kasnije je postao i vodećim glasom poganske ideologije. U dokumentarcu o metal glazbi opisan je kao "najveći i najozloglašeniji black metal glazbenik svih vremena".
Vikernes je bio osuđen na 21 godinu zatvora zbog ubojstva Øysteina Euronymous Aarsetha iz black metal sastava Mayhem 1993., također i za paljenje triju stave crkvi u Norveškoj. Nakon odsluženih 16 godina, 22. svibnja 2009. pušten je iz zatvora na uvjetnu. Nakon izlaska na slobodu izjavio je da će živjeti sa svojom obitelji na njihovoj maloj farmi u području regije Telemark. 
Vikernes je 2012. godine stvorio YouTube kanal pod nazivom "ThuleanPerspective" kako bi detaljno objasnio ubojstvo Euronymousa. Vikernes je do lipnja 2019. godine aktivno postavljao videozapise, no u lipnju, YouTube mu je uklonio kanal. U vrijeme brisanja, pratilo ga je više od 250 tisuća ljudi.